# Материнство и детство в блокадном Ленинграде

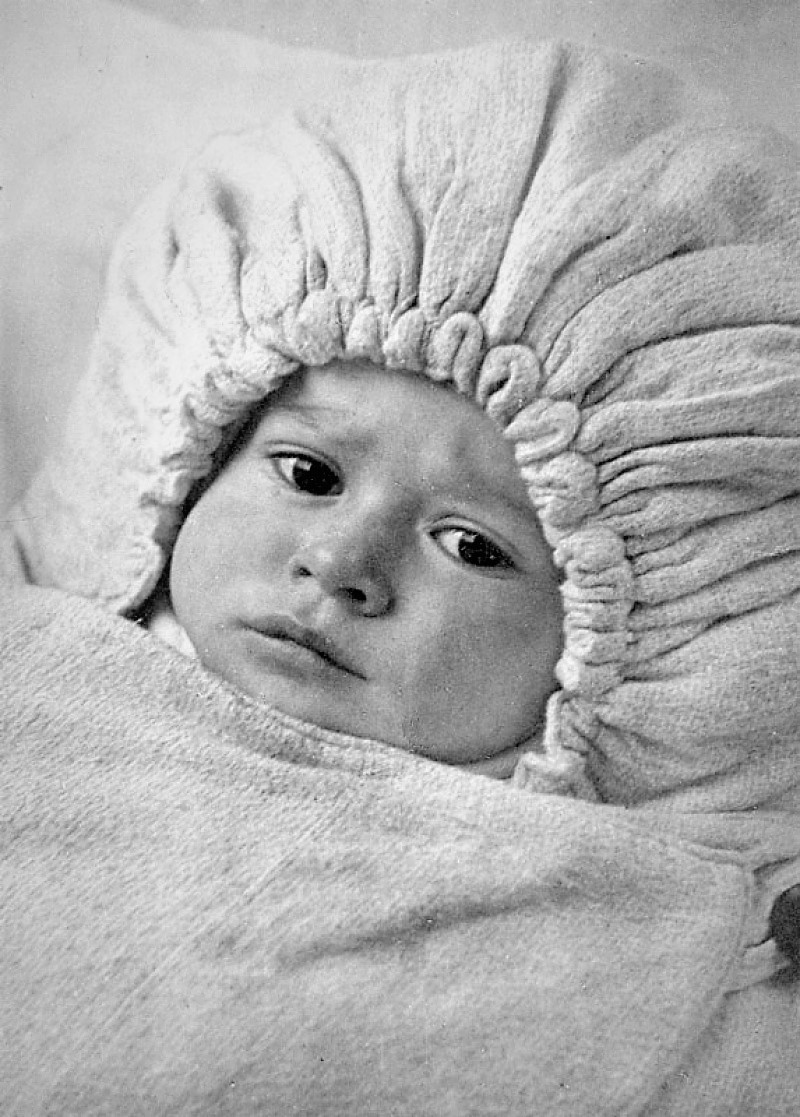
Ленинград блокадный. Блокадница Нина Афанасьева

Матери́нство и де́тство в блока́дном Ленингра́де — проблемы материнства и детства, состояние женщин репродуктивного возраста и младенцев в условиях голода из-за оккупации и окружения немецкими захватчиками города в период блокады Ленинграда в Великую Отечественную войну.

## История
В начале сентября в городе оставалось более четырёхсот тысяч детей из 2,887 миллионов мирного населения. В июле-сентябре 1941 года эвакуировано из Ленинграда более 400 тысяч человек. По Дороге жизни вывезено более 600 тысяч. С мая по октябрь 1942 года в тыл направлено более 600 тыс. жителей. Выведено из окружения около 500 тысяч человек.
Общее число эвакуированных — 1,7 миллиона человек. Первый блокадный год унёс жизни 675 тыс. горожан. В 1942 году в городе было около 622 тысяч человек, в 1943 году их количество сократилось до 546 тысяч.
Максимальные демографические потери пришлись на 1942 год. Потери от смерти превысили довоенные показатели в 19 раз.
Справка Ленинградского городского отдела актов гражданского состояния о количестве смертей в Ленинграде в 1942 году 4.02.1943 г.
| 1942 г.               | Количество население | Общее число умерших |
| --------------------- | -------------------- | ------------------- |
| Январь                | 2383853              | 101825              |
| Февраль               | 2322640              | 108029              |
| Март                  | 2199234              | 98112               |
| Апрель                | 2058257              | 85541               |
| Май                   | 1919115              | 53256               |
| Июнь                  | 1717774              | 33785               |
| Июль                  | 1302922              | 17743               |
| Август                | 870154               | 8988                |
| Сентябрь              | 701204               | 4697                |
| Октябрь               | 675447               | 3705                |
| Ноябрь                | 652872               | 3239                |
| Декабрь               | 641254               | 3496                |
| Общее число умерших   | -                    | 518416              |
| Январь1943 г.         | -                    | 633127              |
| Население сократилось | -                    | на 1750726          |

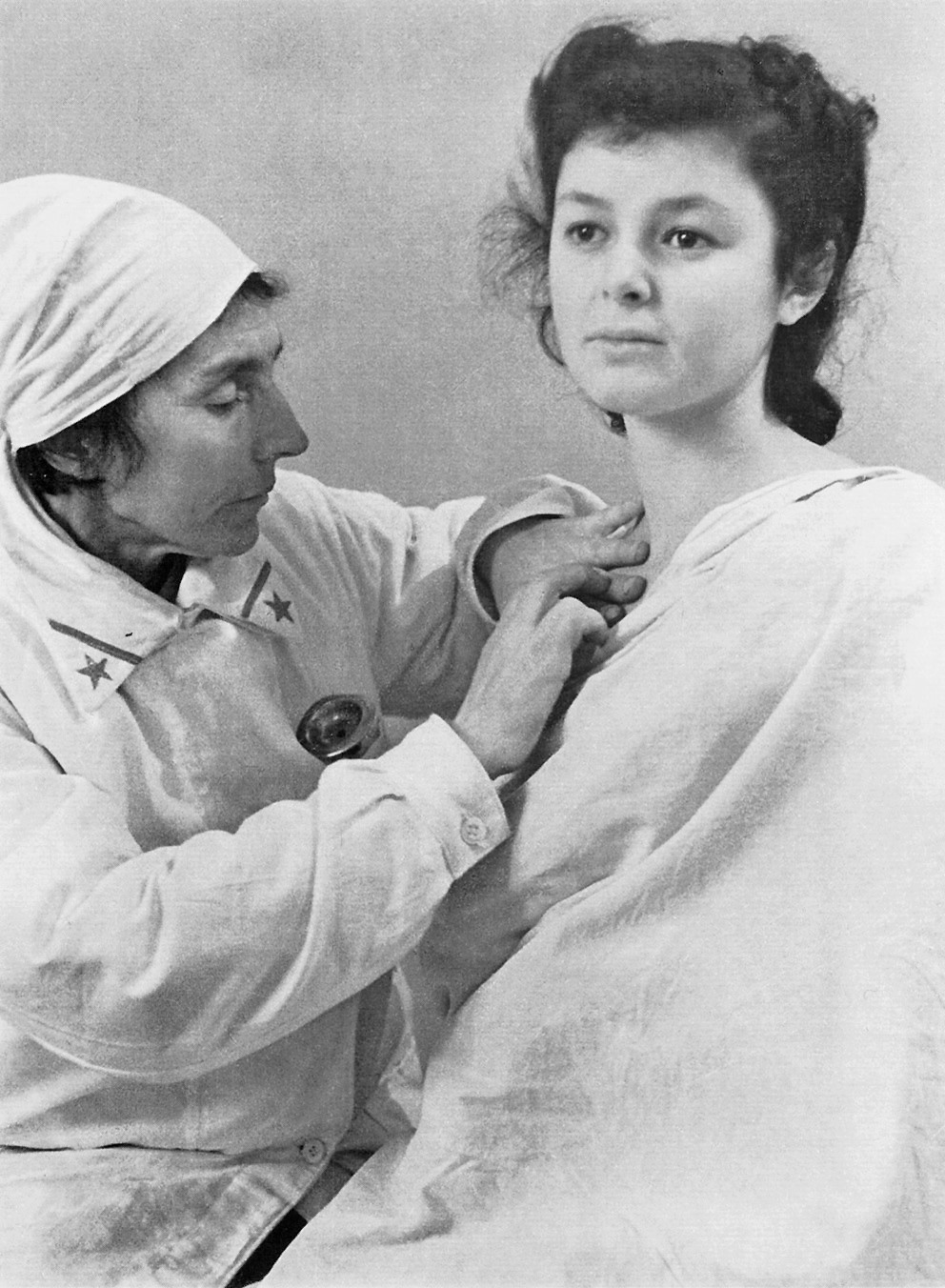
Ленинград. Донорство во время блокады

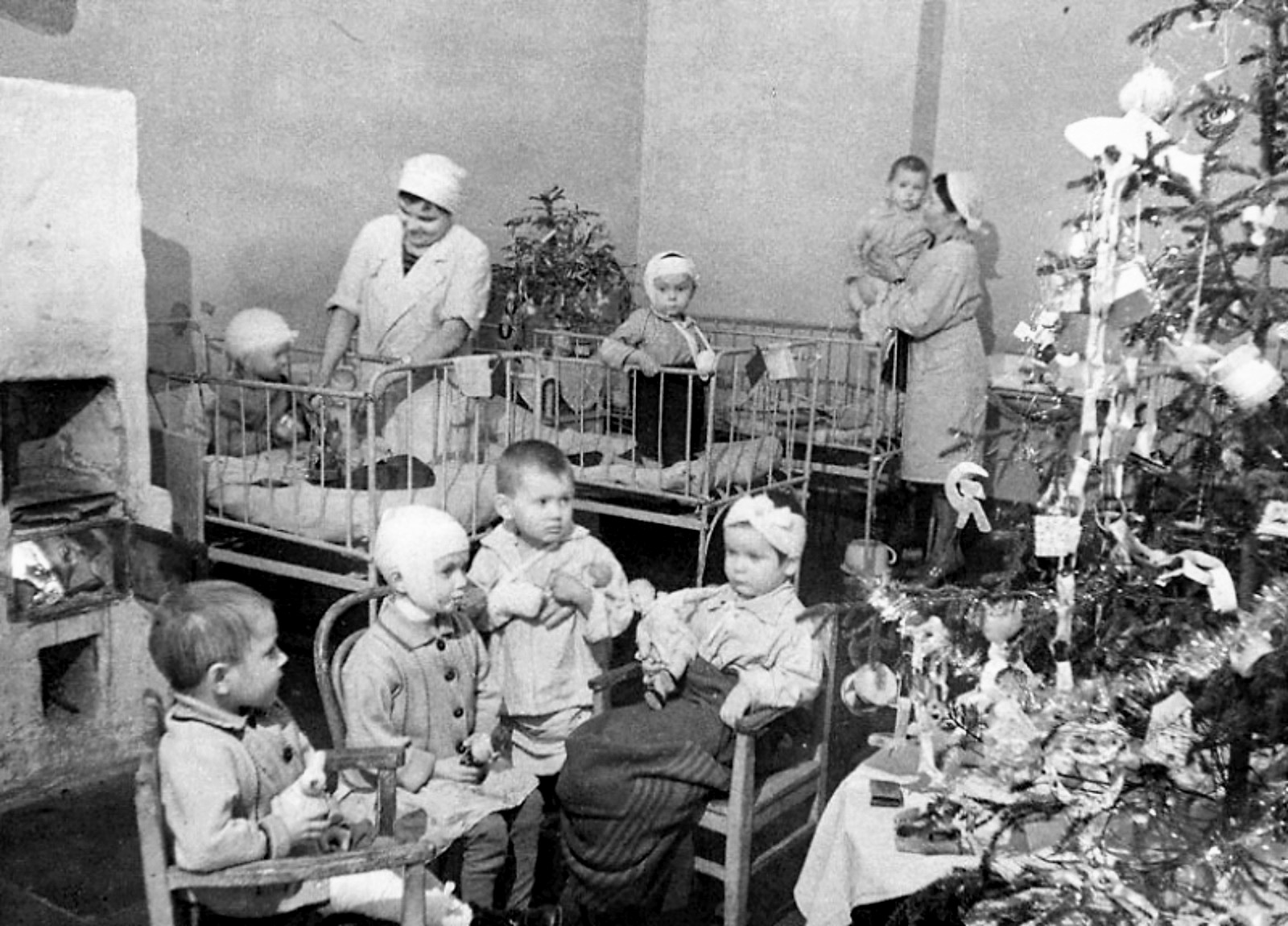
Новогодняя ёлка в хирургическом отделении детской больницы блокадного Ленинграда, 1942

3 % всех потерь — естественная смерть, 16 747 человек погибли от ранений, остальные умерли от голода. Младенческая смертность, пик которой пришёлся на 1942 год, превысил уровень 1940 года в 1,8 раза.
Здоровье женщин репродуктивного возраста резко ухудшилось. По оценке медиков «аменорея военного времени», наблюдавшаяся в блокадный период у 80-90 % ленинградских женщин, стала следствием нарушения жизнедеятельности организма (голод, авитаминоз) и сопутствующего психоэмоционального фактора. В 1942 году женщины страдали атрофией матки, климактерическими неврозами с сопутствующими симптомами (тошнота, головокружения, учащённое сердцебиение), у многих женщин наблюдались депрессивное состояние. Диагноз «аменорея военного времени» наблюдалась зимой 1941—1942 года у 80-85 % женщин репродуктивного возраста, осенью 1942 года процент заболеваний уменьшился до 64 %. Весной 1943 года аменорею диагностировали у 42 % жительниц блокадного города, к весне 1944 года — 16 %, летом — от 6 до 8 %.
Число браков Ленинграде сократилось в шесть раз: в 1940 году сочетались браком 12,6 % горожан, в 1942-м — всего 2 %.

## Беби-бум в блокадном Ленинграде
Вопреки всем ожиданиям медиков, в городе, в котором ещё не была операция прорыва блокады, в 1943 году резко увеличилось количество браков — на 13,2 % больше, чем в 1940 году. Можно увидеть, однако, что по данным статистики в 1943 году в блокадном Ленинграде родилось меньше младенцев, чем в 1942. Количество заключённых браков в 1944 году превысило уровень довоенного Ленинграда на 31 %. Через год произошёл неожиданный всплеск рождаемости — она превысила довоенный уровень на 23,6 %. Жизнеспособность младенцев была стабильной: 1,7—2,1 % мертворождений (на тысячу родов), в то же время их масса и длина тела оказались сниженными.
По всем медицинским канонам всплеска рождаемости не могло быть, но, по словам блокадного врача М. И. Фролова, «умереть должны были все», а «…они держались, жили вопреки научным расчётам…».
Для беременных и кормящих матерей в Ленинграде был создан специальный Совет по питанию: разрабатывались смеси (более 14 рецептов соевой смеси), изыскивались доступные заменители источников витаминов, вводились дополнительные нормы питания. Детская смертность среди младенцев пошла на убыль уже в 1942 году (кроме алиментарной дистрофии) — 245 случаев, в 1943—142.
При наличии ограниченного режима питания и карточной системы, несущественного улучшения качества жизни, показатели смертности в блокадном Ленинграде стали снижаться в 1943 году: в 1944 году смертность вышла на уровень, более низкий, чем в довоенное время — 17 % и 17,5 % соответственно.
Медики считают, что в осаждённом городе сработали законы психодемографии. Нематериальные явления — открытие узкого коридора для снабжения города в январе 1943 года, победа под Сталинградом и пленение немецкой армии фельдмаршала Паулюса — оказали влияние на общее состояние, вызвали социальный подъём, привнесли в жизнь чувство уверенности.
Практикующие врачи блокадного Ленинграда отмечали снижение аменореи и репродуктивный взрыв как следствие психического состояния женщин. Психосоматический фактор стал потенциалом для «…снижения нервного напряжения и положительными эмоциями в ожидании снятия блокады» — этот факт отмечался многими врачами. По мнению профессора Черноруцкого М. Ф., механизмы развития аменореи 1941—1942 годов определялись, в основном, психоэмоциональными факторами, в которых ведущая роль принадлежала блокаде и окружению города немецкими захватчиками.